# Ла-Нёвиль-ле-Вазиньи
Ла-Нёви́ль-ле-Вазиньи́ (фр. La Neuville-lès-Wasigny) — коммуна во Франции, находится в регионе Шампань — Арденны. Департамент коммуны — Арденны. Входит в состав кантона Новьон-Порсьен. Округ коммуны — Ретель.
Код INSEE коммуны — 08323.
Коммуна расположена приблизительно в 170 км к северо-востоку от Парижа, в 80 км севернее Шалон-ан-Шампани, в 30 км к юго-западу от Шарлевиль-Мезьера.

## Население
Население коммуны на 2008 год составляло 158 человек.
| 1962 | 1968 | 1975 | 1982 | 1990 | 1999 | 2008 |
| ---- | ---- | ---- | ---- | ---- | ---- | ---- |
| 129  | 191  | 193  | 181  | 155  | 129  | 158  |

## Экономика
В 2007 году среди 93 человек в трудоспособном возрасте (15—64 лет) 64 были экономически активными, 29 — неактивными (показатель активности — 68,8 %, в 1999 году было 64,5 %). Из 64 активных работали 52 человека (36 мужчин и 16 женщин), безработных было 12 (4 мужчины и 8 женщин). Среди 29 неактивных 6 человек были учениками или студентами, 8 — пенсионерами, 15 были неактивными по другим причинам.

## Достопримечательности
- Церковь Св. Тимофея, перестроена в 1775 году
- Окрашенные деревянные статуи, представляющие святого исповедника, 85 см в высоту

## Фотогалерея
- Церковь Св. Тимофея
- Памятник погибшим в Первой мировой войне
- Въезд в Ла-Нёвиль-ле-Вазиньи